# Strida

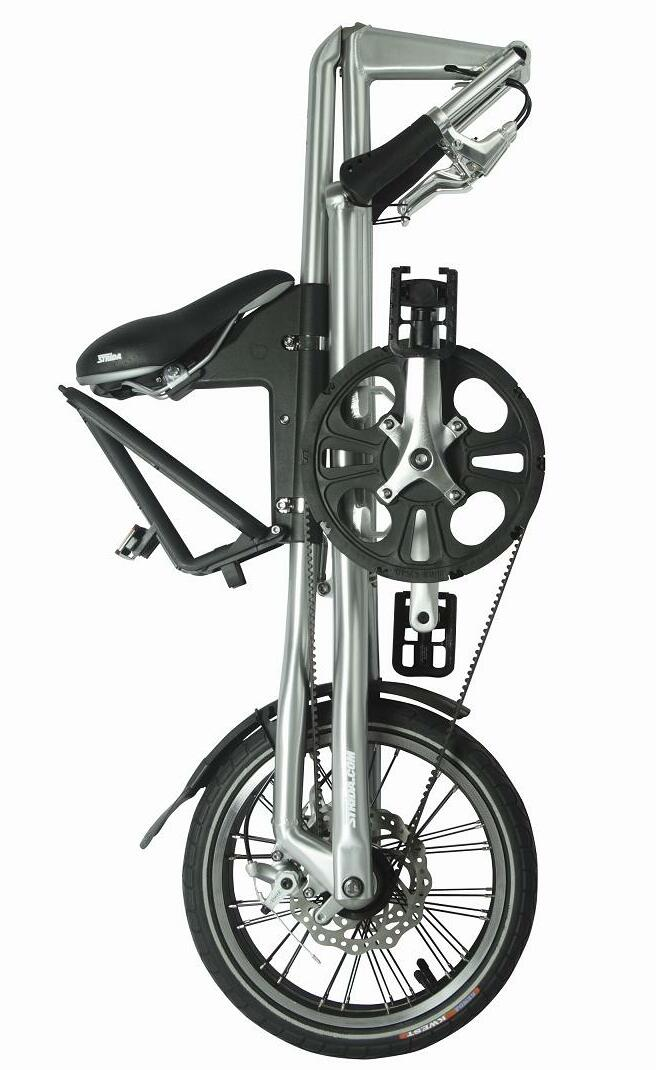
Strida 5 plié

Strida est un modèle de vélo pliant conçu en 1987 par le designer et ingénieur britannique Mark Sanders. Il est caractérisé par la forme de son cadre en 'A' et sa courroie en kevlar remplaçant la chaîne traditionnelle.
Cette idée a été reprise par Stéphane Regnier qui a ouvert une boutique spécialisée à Paris depuis 2006.